# Kosmoceras
Kosmoceras es un género de amonites del Calloviano superior (Jurásico Medio) de Europa con una abertura simple y nervaduras irregulares interrumpidas por una fila irregular de tubérculos laterales. Los tubérculos ventrales fuertes están separados por una depresión lisa que corre a lo largo del borde.
Kosmoceras pertenece a Stephanoceratoidea, es el género tipo de la familia Kosmoceratidae y de la subfamilia Kosmoceratinae. Kosmoceras spinosum Waagen es la especie tipo.
Lobokosmoceras y Gulielmiceras se han considerado subgéneros de Kosmoceras. Gulielmites es una variedad de Kosmoceras jason con costillas finas.

## Especies
Este género incluye más de 100 especies, que incluyen:
- K. aculeatum
- K. balticum
- K. cromptoni
- K. bizeti
- K. fibuliferum
- K. geminatum
- K. gemmatum
- K. grossouvrei
- K. interpositum
- K. jason
- K. lithuanicum
- K. medea
- K. obductum
- K. ornatum
- K. phaeinum
- K. proniae
- K. rowlstonese
- K. spinosum
- K. subnodatum
- K. weigelti

## Galería

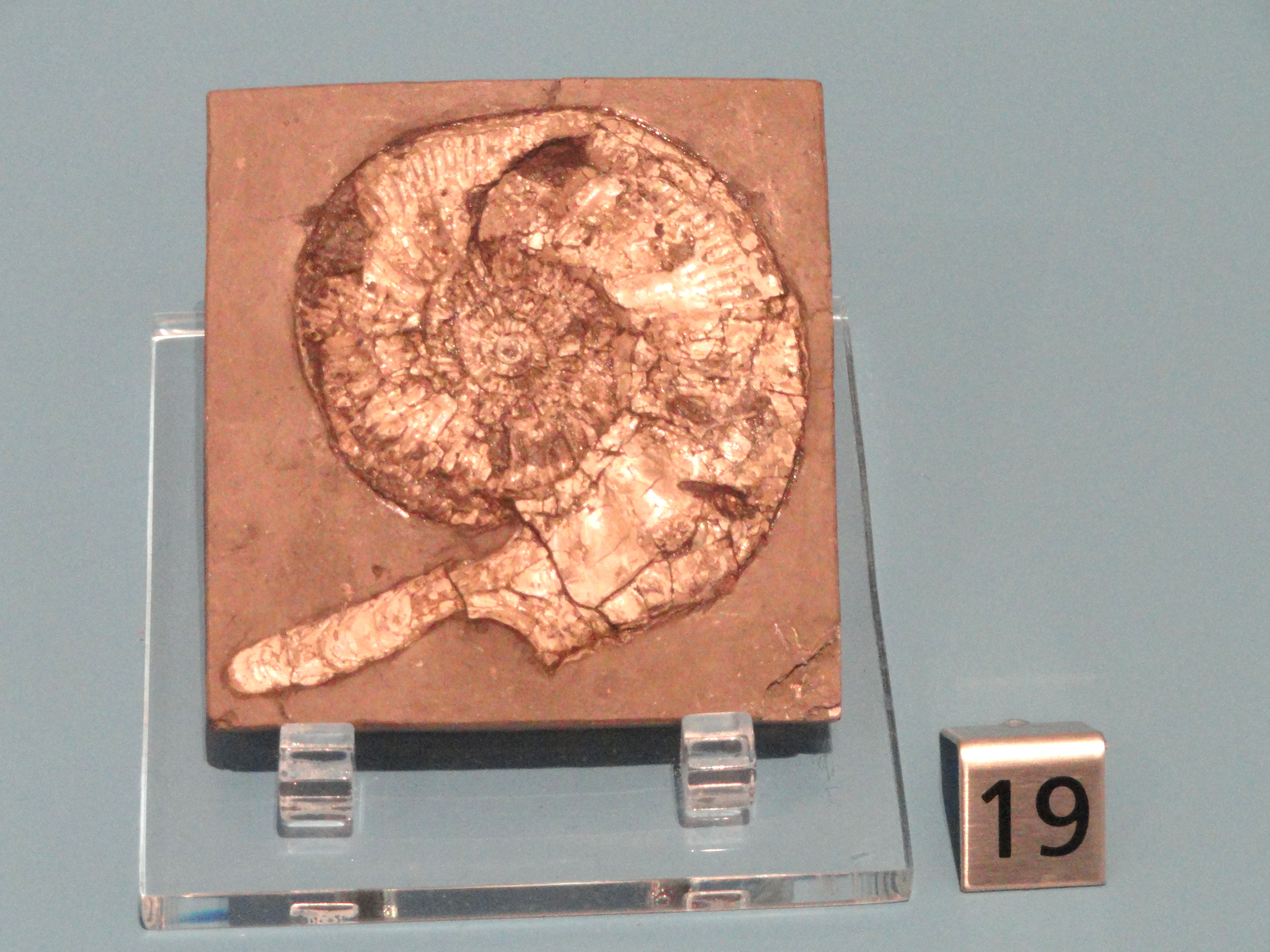
Kosmoceras cromptoni
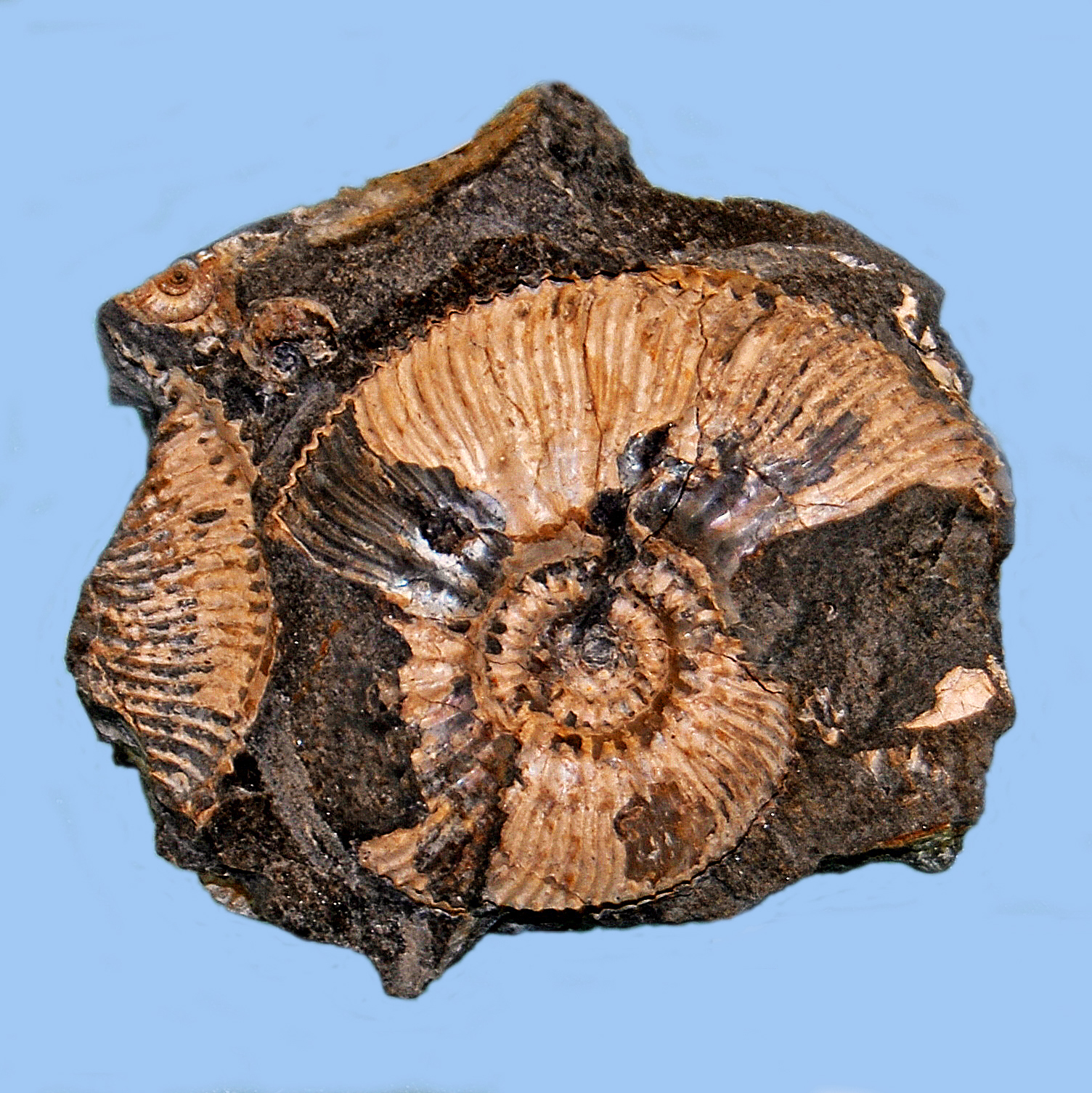
Kosmoceras jason
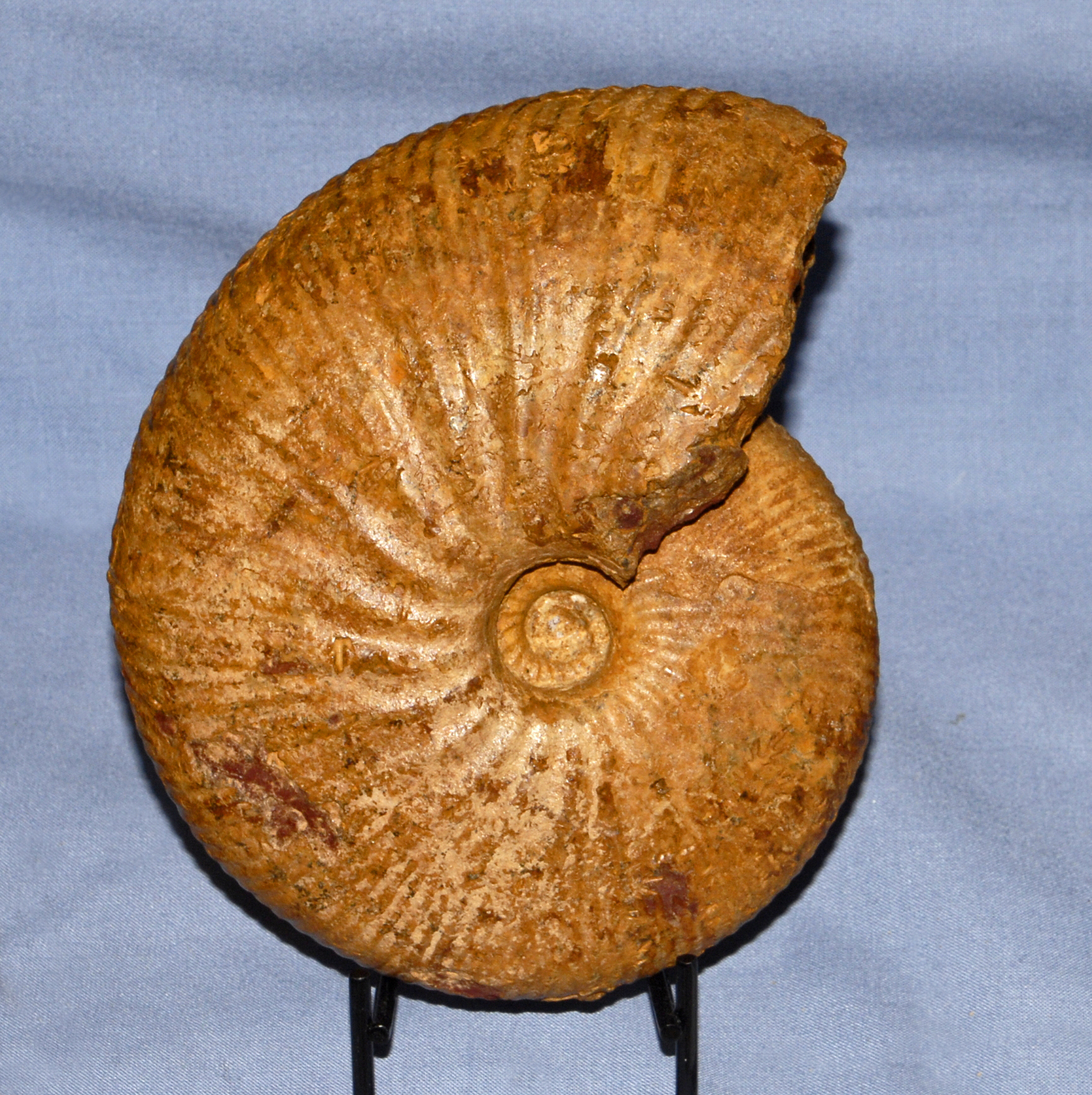
Kosmoceras medea
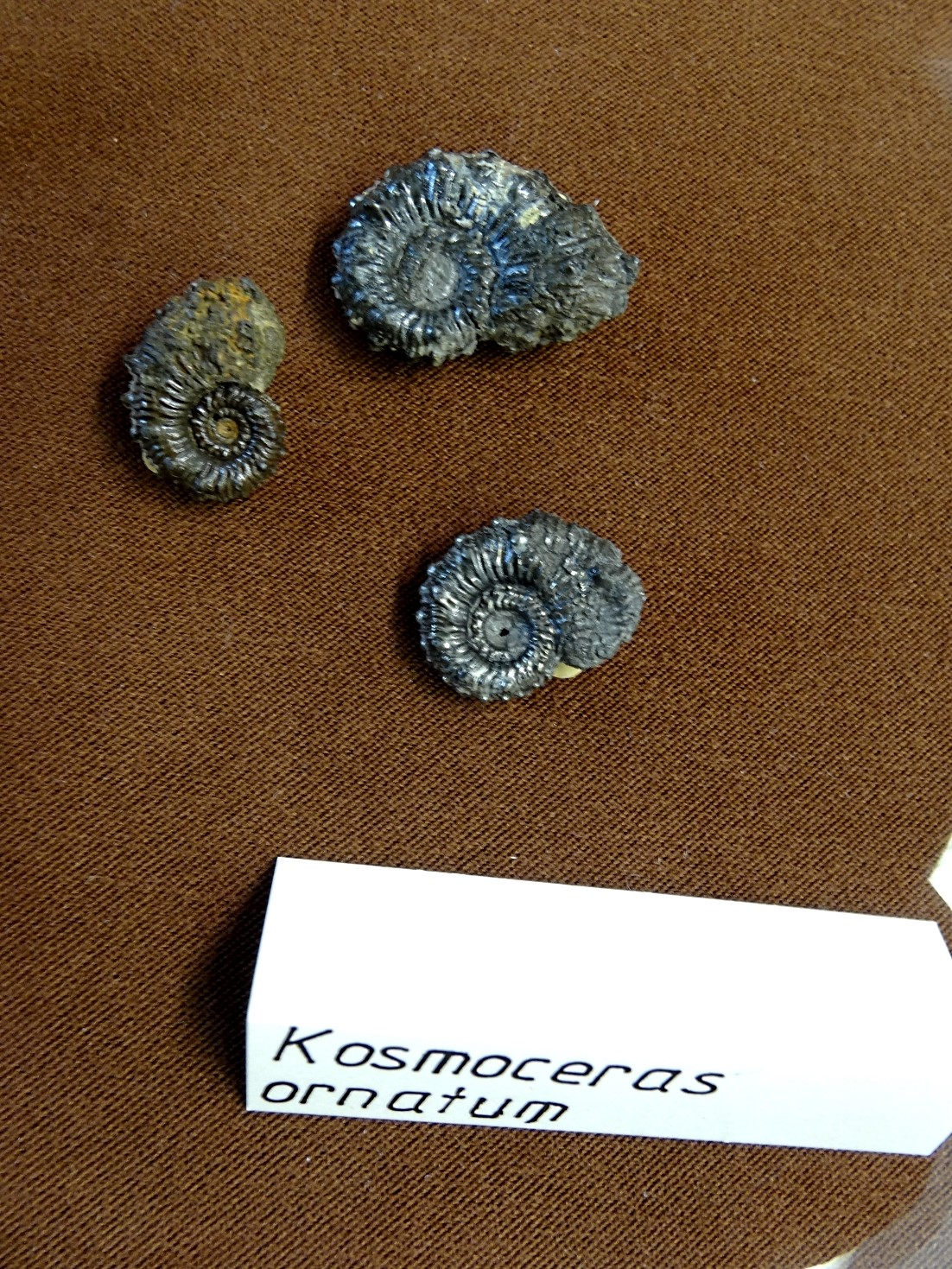
Kosmoceras ornatum